# Butucu
Butucu is een dorp in de regio San Nicolas Noord op Aruba. In 1987 werd de gevangenis van Aruba verplaatst naar Butucu, omdat er weinig bezwaren waren.